# Sân bay quốc tế Kim Châu Loan Đại Liên
Sân bay quốc tế Kim Châu Loan Đại Liên (IATA: DLC, ICAO: ZYTL) là một sân bay được xây dựng để phục vụ thành phố Đại Liên, Liêu Ninh, Trung Quốc. Sau khi mở cửa, nó sẽ thay thế Sân bay quốc tế Chu Thủy Tử Đại Liên hiện tại làm sân bay chính của thành phố. Nó đang được xây dựng trên đảo nhân tạo rộng 21 kilômét vuông (8,1 dặm vuông Anh) ngoài khơi bờ biển Đại Liên. Dự kiến, sân bay sẽ khai trương vào năm 2026 và sẽ trở thành sân bay ngoài khơi lớn nhất thế giới.

## Bối cảnh
Đại Liên hiện sử dụng Sân bay quốc tế Chu Thủy Tử Đại Liên cho cả các chuyến bay quân sự và dân dụng từ năm 1924 khi Đại Liên là lãnh thổ thuê của Nhật Bản. Khi lưu lượng hàng không tăng vọt, sân bay đã được mở rộng bốn lần vào các năm 1992, 1993, 2005 và 2011 và phục vụ hơn 13 triệu hành khách vào năm 2012, đứng thứ 15 tại Trung Quốc. Do sự mở rộng nhanh chóng của Đại Liên, sân bay hiện bị bao quanh bởi khu đô thị đã xây dựng và không còn chỗ để phát triển. Do đó, chính quyền đã khởi động dự án Sân bay Kim Châu Loan, nằm trong kế hoạch 5 năm quốc gia lần thứ 12 vào năm 2011.

## Xây dựng
Dự án sân bay được chính thức công bố vào năm 2012, nhưng việc xây dựng đã bắt đầu vào tháng 4 năm 2011. Sân bay được xây dựng trên diện tích 21 kilômét vuông (8,1 dặm vuông Anh) đất đảo nhân tạo tại Vịnh Kim Châu, và dự kiến trở thành sân bay ngoài khơi lớn nhất thế giới. Nó sẽ trở thành sân bay đầu tiên của Trung Quốc đại lục được xây dựng trên đảo nhân tạo Sân bay được thiết kế để tiếp nhận Airbus A380, máy bay chở khách lớn nhất và dự kiến tiêu tốn 26,3 tỷ nhân dân tệ (4,3 tỷ USD) để xây dựng. Ban đầu, sân bay được lên kế hoạch mở cửa vào năm 2018, thì đến năm 2020, việc xây dựng dường như đã bị đình trệ trong giai đoạn cải tạo đất kể từ năm 2016.
Vào năm 2014, truyền thông Trung Quốc đưa tin sân bay đã không nhận được sự chấp thuận của chính phủ Trung Quốc, mặc dù việc xây dựng đã bắt đầu ba năm trước khi có thông báo. Một số chuyên gia chỉ trích chi phí của nó, cảnh báo rằng chi phí xây dựng và bảo trì đường băng trên đảo nhân tạo có thể cao gấp 20 lần so với các sân bay nội địa.
Dự án đã chính thức bước vào giai đoạn phê duyệt vào tháng 3 năm 2021. Đến năm 2022, dự án đã được chính phủ phê duyệt. Sân bay dự kiến sẽ mở cửa đón khách vào năm 2026.

## Hạ tầng kỹ thuật
Sân bay đang được xây dựng thành hai giai đoạn. Giai đoạn đầu tiên bao gồm nhà ga rộng 400.000 mét vuông (4.300.000 foot vuông) và hai đường băng, được thiết kế để phục vụ 31 triệu hành khách và 650.000 tấn hàng hóa mỗi năm. Hai đường băng nữa sẽ được xây dựng trong giai đoạn hai, và sau khi hoàn thành, sân bay sẽ có thể đón 70 triệu hành khách và 1 triệu tấn hàng hóa mỗi năm.